# روبن ديفيس
روبن ديفيس (بالإنجليزية: Reuben Davis)‏ هو قاضي ومحامي وسياسي أمريكي، ولد في 18 يناير 1813 في وينشستر في الولايات المتحدة، وتوفي في 14 أكتوبر 1890 في هنتسفيل في الولايات المتحدة. حزبياً، نشط في الحزب الديمقراطي. وقد انتخب عضو مجلس النواب الأمريكي.